# Scream Thy Last Scream
A Pink Floyd Scream Thy Last Scream című dala hivatalosan még sosem jelent meg. Syd Barrett a See Emily Playt követő kislemezre írta a dalt. A dal felvétele egyben az A Saucerful of Secrets című album munkálatainak kezdetét is jelentette. A Vegetable Man és az Apples and Oranges ugyanezeken az üléseken készült el. Kevés olyan dal egyike, ahol Nick Masont hallhatjuk énekelni (további ilyen szám pl. a One of These Days vagy a Corporal Clegg) 
A dal fontos részét képezik a sorozatos tempóváltások, a Barrett hangja mellett hallható felgyorsított, csecsemőszerű hang, az egyre gyorsuló hangszeres rész, melynek központi eleme a wah-wah pedállal torzított gitár és Richard Wright orgonabetétje, valamint Barrett szürreális szövege. Barrett ezt a dalt akarta kiadni a zenekar harmadik kislemezén (B-oldalán a Vegetable Mannel), ám a zenekar többi tagja és a kiadó az Apples and Oranges és a Paint Box mellett döntött. A harmadik kislemez kereskedelmi kudarc volt.
A Scream Thy Last Scream befejezett stúdiófelvétele, egy BBC-rádiófelvétele és több élő változata kalózlemezeken és az Interneten szinte bárki számára elérhető.

## Közreműködők
- Syd Barrett – háttérvokál, gitár
- Richard Wright – orogna
- Roger Waters – basszusgitár
- Nick Mason – ének, dob, ütőhangszerek

### Produkció
- Norman Smith – producer